# Akiyama (Yamanashi)
Pour les articles homonymes, voir Akiyama.
Akiyama (秋山村, Akiyama-mura) est un ancien village de la préfecture de Yamanashi, ayant existé jusqu'au 13 février 2005, date de son intégration dans le bourg d'Uenohara, dont il constitue maintenant le secteur d'Akiyama, et qui a conséquemment été promu au statut de ville. Il faisait partie du district de Minamitsuru.

## Géographie

### Topographie et hydrographie
Située le long de la rivière Akiyama, un affluent du fleuve Sagami. La plupart des localités sont dispersées sur des terres hautes le long de la rivière Akiyama, mais la localité d'Aterasawa (安寺沢/阿寺沢) est située le long de la rivière Aterazawa (安寺沢川), un affluent de 'Akiyama. Le village étant entouré de montagnes, avec plusieurs cols de montagne permettant l'accès au village. La municipalité occupait une superficie de 45,14 kilomètres carrés.

### Villes limitrophes

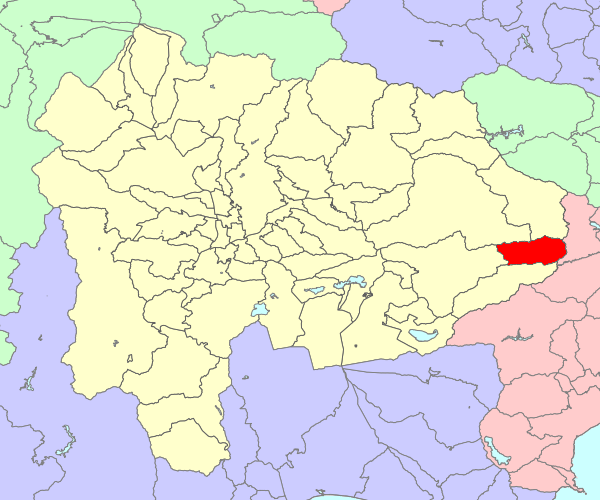
Localisation d'Akiyama dans la préfecture de Yamanashi (tracés territoriaux du 13 février 2005).

Entités territoriales limitrophes à la date de la fusion du 13 février 2005,. En 1889, Akiyama est entouré à partir du nord, dans le sens horaire, des villages de Ōhara (ja) (大原村), Yanagawa (ja) (梁川村), Iwao (ja) (巌村) et Shimada (ja) (島田村), tous quatre du district de Kitatsuru, du village de Makino (ja) (牧野村) du district de Tsukui (ja) de la préfecture voisine de Kanagawa, et des villages de Dōshi (道志村) et Morisato (ja) (盛里村), tous du même district de Minamitsuru,. Le 1er avril 1935, Ōhara est promu et devient le bourg de Saruhashi (猿橋町). Le 29 avril 1954, Morisato fusionne avec le bourg de Yamura (ja) (谷村町) et les villages de Takara (ja) (宝村 ), Kasei (ja) (禾生村) et Higashikatsura (ja) (東桂村) pour former la ville de Tsuru (都留市). Le 8 août, Saruhashi, Yanagawa, ainsi que les bourgs d'Ōtsuki (ja) (大月町) et Nanaho (ja) (七保町) et les villages de Sasago (ja) (笹子村), Hatsukari (ja) (初狩村) et Nigioka (ja) (賑岡村) pour former la ville d'Ōtsuki (大月市). Le 1er avril de l'année suivante, Shimada, Iwao, et cinq autres villages s'associent au bourg d'Uenohara (ja) (上野原町) pour l'agrandir. Le 20 juillet, Makino fusionne avec le bourg de Yoshino (ja) (吉野町) et les villages de Sanogawa (ja) (佐野川村), Nagura (ja) (名倉村) et Hizure (ja) (日連村) pour former le bourg de Fujino (ja) (藤野町),.

## Histoire
Le village d'Akiyama existe depuis la période d'Edo (1603-1868) et appartenait au bureau administratif d'Isawa (石和代官所), dans le comté de Tsuru (ja) (都留郡) de la province de Kai. Le nom était déjà présent sous l'écriture « あき山 » dans le registre de l'ère Keichō (1586-1615) et occupait environ 2,5 acres. Le 19 octobre 1868, la province de Kai devient la nouvelle préfecture d'Isawa (ja) (石和県), renommée le 11 décembre préfecture de Kai (甲斐府). Le 27 août 1869, la préfecture de Kai devient un autre type de préfecture (甲府県) et le 10 janvier 1871, le nom « préfecture de Yamanashi » (山梨県) est officialisé. Le 19 décembre 1878, à l'adoption de la nouvelle loi municipale (ja), Akiyama passe du comté de Tsuru au nouveau district de Minamitsuru, qui a été créé à partir de l'ancien comté dissous. Le 1er juillet 1889, sous la création de la loi municipale moderne, le village d'Akiyama est recréé. 
Il s'agissait d'une zone à faible ensoleillement dans le district, et en plus de la culture du riz et du blé, la culture de produits de base tels que le tabac, la sériciculture et la production de textiles du comté étaient pratiquées et expédiées vers Yamura et Uenohara. Le symbole local est adopté le 7 mars 1968,.
Le 13 février 2005, après des accords, Akiyama fusionne avec le bourg d'Uenohara pour former la ville d'Uenohara.

## Démographie
Alors qu'elle avait une population de 2 266 habitants au 1er février 2005, la population de l'actuel secteur d'Akiyama était de 1 677 habitants en date du 1er octobre 2015.

## Transports
L'ancien village est desservi par les autobus de Fujikyu Bus (ja).

## Culture locale et patrimoine
- Festival Mushōno no Dainenbutsu (ja) (無生野の大念仏)